# Флон, Сюзанн
Сюзанн Флон (фр. Suzanne Flon, 28 января 1918 — 15 июня 2005) — французская актриса.
Родилась в департаменте Валь-де-Марн в семье железнодорожника. До того как стать актрисой она работала переводчиком английского языка в парижском универмаге «Printemps», а затем была личным секретарём Эдит Пиаф. На театральной сцене Флон играла в постановках пьес таких драматургов как Жан Ануй, Андре Россин и Лоле Белон.

## Биография
В 1941 году Флон дебютировала в кино, появившись в дальнейшем более чем в пятидесяти картинах, среди которых «Мулен Руж» (1952), «Мистер Аркадин» (1955), «Процесс» (1962), «Поезд» (1964), «Солнце бродяг» (1967), «Мсье Кляйн» (1976), «Счастливого Рождества» (2005), «Цветок зла» (2003) и «Подруга невесты» (2004). В 1961 году актриса одержала победу в номинации лучшая актриса на Венецианском фестивале за роль в фильме «Не убий», а затем дважды удостаивалась премии «Сезар» за роли в фильмах «Убийственное лето» (1983) и «Женщина-змея» (1988).
Благодаря своему бархатному голосу Флон часто выступала рассказчиком во многих документальных фильмах и телепередачах. Последней её работой в кино стала мадам Руа в мелодраме «Места в партере» в 2005 году.
Летом того же года актриса скончалась в Париже от болезни желудка в возрасте 87 лет.

## Фильмография
- 1952 — «Мулен Руж»,
- 1955 — «Мистер Аркадин»,
- 1962 — «Процесс»,
- 1964 — «Поезд»,
- 1967 — «Солнце бродяг»,
- 1976 — «Мсье Кляйн»,
- 1980 — «Турский священник» — мадмуазель София Гамар,
- 1983 — «Убийственное лето» (1983),
- 1988 — «Женщина-змея»,
- 2003 — «Цветок зла»,
- 2004 — «Подруга невесты»,
- 2005 — «Счастливого Рождества»,
- 2005 — «Места в партере».

## Награды
- Кубок Вольпи на Венецианском кинофестивале 1961 — «Лучшая актриса» («Не убий»)
- Сезар
  - 1984 — «Лучшая актриса второго плана» («Убийственное лето»)
  - 1990 — «Лучшая актриса второго плана» («Женщина-змея»)